# عزیزم باش (ترانه ونسا پارادی)
«عزیزم باش» (به انگلیسی: Be My Baby) ترانه‌ای از خوانندهٔ فرانسوی ونسا پارادی است. این ترانه در سپتامبر ۱۹۹۲ در قالب اولین تک‌آهنگ از سومین آلبوم استودیویی پارادی منتشر شد. «عزیزم باش» اولین تک‌آهنگ این خواننده به زبان انگلیسی بود که توسط لنی کراویتز شریک زندگی پارادی در آن زمان، نوشته شده‌است. تک‌آهنگ در بسیاری کشورها به موفقیت بزرگی دست یافت و در زمان انتشارش در بلژیک، فرانسه، آلمان، ایرلند، هلند و بریتانیا جزو ده ترانهٔ برتر چارت‌های موسیقی بود. در تک‌آهنگ نسخهٔ سی‌دی مَکسی ترانهٔ «جو لِه تاکسی» اولین آهنگ پرطرفدار پارادی موجود است.

## پس زمینه و انتشار
ونسا پارادی پنج سال پس از اولین تک آهنگ شماره یک خود «جو لِه تاکسی»، موفقیت بین‌المللی دیگری با «عزیزم باش» داشت: این دومین تک آهنگ او بود که در ایالات متحده و استرالیا منتشر شد. این آهنگ در سپتامبر ۱۹۹۲ در فرانسه منتشر شد و مدت کوتاهی پس از انتشار آلبوم در ۳۰ سپتامبر ۱۹۹۲ به‌طور گسترده در اروپا منتشر شد. «عزیزم باش» در ۲۸ سپتامبر در بریتانیا منتشر شد.
طراحی جلد تک‌آهنگ‌ها برای همه کشورها یکسان بود، اما در ایالات متحده که کلمهٔ «پارادی» به جای مارون به رنگ سفید بود، متفاوت بود. از «عزیزم باش» یک نسخه‌ی محدود سه سی‌دی مَکسی در بریتانیا منتشر شد که در دفترچهٔ آن عکس‌هایی از موزیک ویدیو چاپ شده‌است. همچنین در ایالات متحده یک سی‌دی تبلیغاتی از تک‌آهنگ منتشر و برای رسانه‌ها ارسال شد.

## موقعیت در چارت‌های موسیقی
| چارت (۱۹۹۲–۱۹۹۳)                 | بالاترین موقعیت |
| -------------------------------- | --------------- |
| استرالیا (ARIA)                  | ۹۶              |
| استرالیا (ای‌آرآی‌ای)              | ۱۹              |
| بلژیک (اولتراتاپ ۵۰ فلاندرز)     | ۲               |
| اروپا (یوروچارت هات ۱۰۰)         | ۶               |
| Europe Dance (میوزیک اند میدیا)  | ۲۰              |
| فنلاند (Suomen virallinen lista) | ۱۵              |
| فرانسه (اس‌ان‌ئی‌پی)                | ۵               |
| آلمان (جدول‌های رسمی آلمان)       | ۱۰              |
| ایرلند (ایرما)                   | ۶               |
| هلند (۴۰ آهنگ برتر)              | ۷               |
| هلند (۱۰۰ تک‌آهنگ برتر)           | ۴               |
| نیوزیلند (ریکوردد میوزیک ان‌زد)   | ۲۶              |
| سوئد (فهرست برترین‌های سوئد)      | ۱۱              |
| تک‌آهنگ‌های بریتانیا (اوسی‌سی)      | ۶               |

| چارت‌ (۱۹۹۲)              | موقعیت |
| ------------------------ | ------ |
| بلژیک (اولتراتاپ)        | ۱۱     |
| اروپا (یوروچارت هات ۱۰۰) | ۸۷     |
| تاپ ۴۰ هلند              | ۸۰     |
| هلند (۱۰۰ تک‌آهنگ برتر)   | ۱۰۰    |
| بریتانیا (آفیشال چارتس)  | ۵۵     |

| چارت‌ (۱۹۹۳)                | جایگاه |
| -------------------------- | ------ |
| آلمان (چارت‌های رسمی آلمان) | ۸۴     |
| هلند (۱۰۰ تک‌آهنگ برتر)     | ۸۳     |